# 長清大学科技園
長清大学科技園は、中華人民共和国山東省済南市長清区にある特別開発エリアである。１０校以上の大学と研究機関、小中学校があり、郊外の学園都市地域である。長清大学城とも呼ばれている。

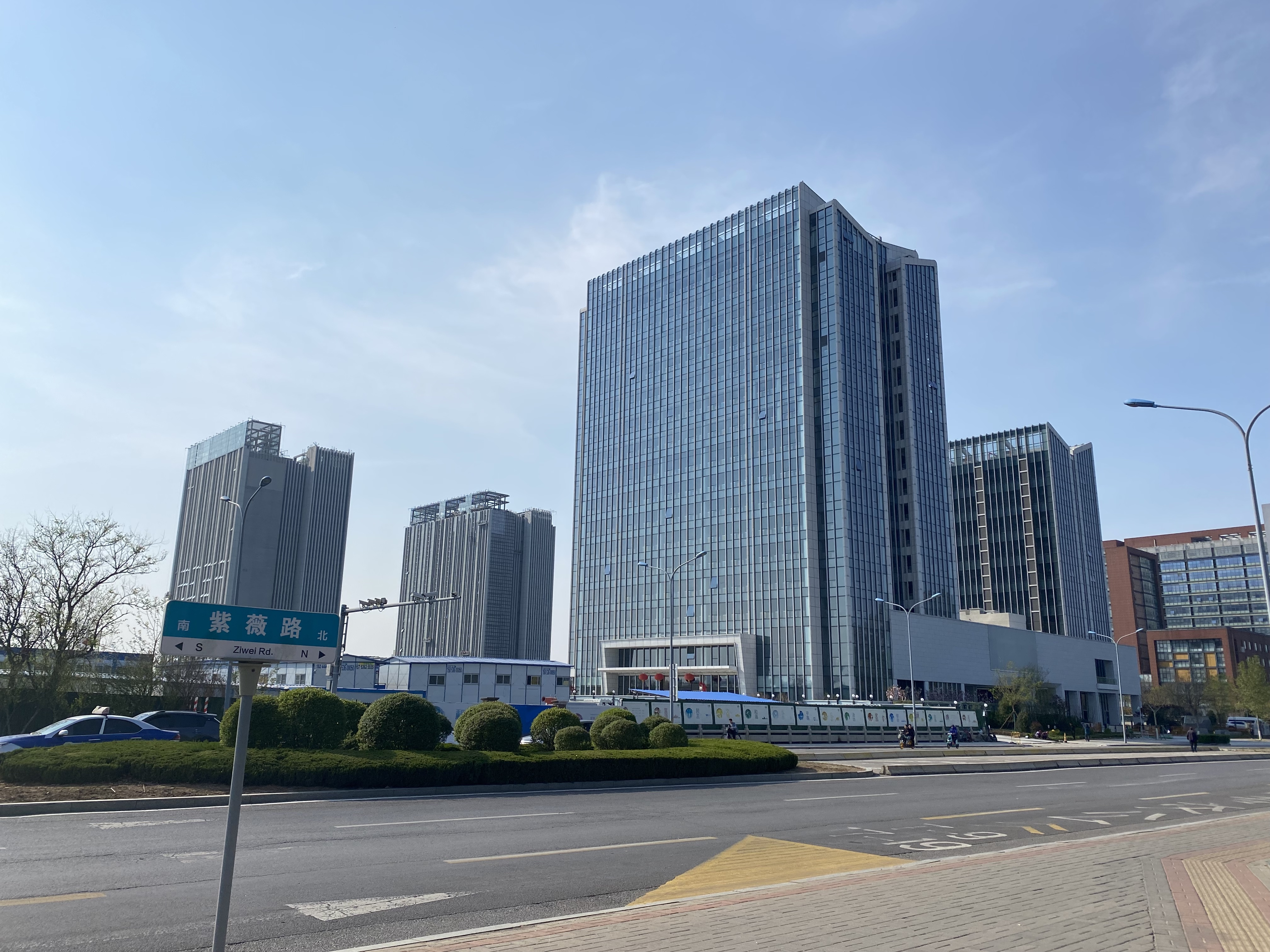
商業エリア

2018年、長清大学科技園に本拠点を置く大学を中心し、大学の連合体である長青連盟が成立された。大学間の交流や授業履修を展開している。高等教育機関１０校が加盟している。

## 主な大学

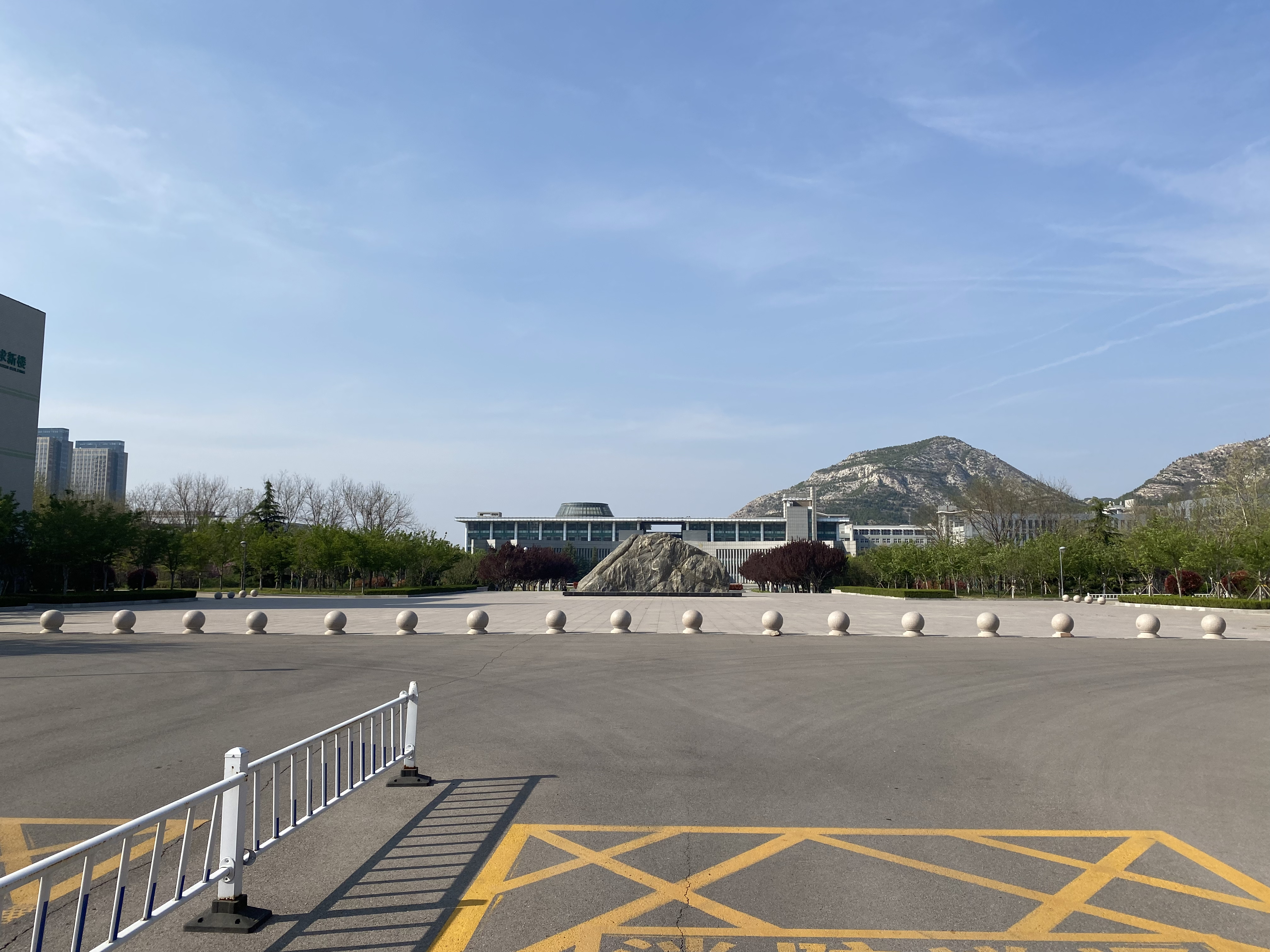
山東女子学院

- 山東師範大學
- 山東工藝美術學院
- 山東女子學院
- 斉魯工業大学
- 山東中醫藥大學
- 山東藝術學院
- 山東交通學院
- 山東管理學院
- 山東勞動職業技術學院
- 濟南幼兒師範高等專科學校
- 山東聖翰財貿職業學院
- 山東省社會主義學院

## 交通
- 済南地下鉄1号線：大学城駅